# 福原村 (埼玉県)
福原村（ふくはらむら）は、埼玉県入間郡に存在した村である。

## 地理
- 現在の川越市南部で、縦貫する埼玉県道6号川越所沢線を中心に展開していた地域である。
- 主に武蔵野台地上の村であり、当村の北部を不老川が流れる。

## 歴史
村名は今福村・中福村の福、上松原村下松原村の原を組み合わせて福原村となった。

### 沿革
- 1889年（明治22年）4月1日 - 町村制施行により、今福村、中福村、砂久保村、上松原村、下松原村、下赤坂村の6か村が合併、福原村が成立。
- 1955年（昭和30年）4月1日 - 川越市に編入され、消滅。

### 村域の変遷
| 1868年 以前 | 1868年 以前 | 1889年 (明治22) 4月1日 | 1955年 (昭和30) 4月1日 | 現在   |
| ----------- | ----------- | ---------------------- | ---------------------- | ------ |
|             | 中福村      | 福原村                 | 川越市 に編入          | 川越市 |
|             | 今福村      | 福原村                 | 川越市 に編入          | 川越市 |
|             | 砂久保村    | 福原村                 | 川越市 に編入          | 川越市 |
|             | 上松原村    | 福原村                 | 川越市 に編入          | 川越市 |
|             | 下松原村    | 福原村                 | 川越市 に編入          | 川越市 |
|             | 下赤坂村    | 福原村                 | 川越市 に編入          | 川越市 |

### 隣接していた自治体
- 川越市、所沢市（1943年（昭和18年）まで富岡村だった所）、大東村、高階村、大井村、三芳村、堀兼村（1954年合併、狭山市となる）

## 地域
- 今福(いまふく)
- 中福(なかふく) 現在の川越市の最南端。
- 砂久保(すなくぼ)
- 上松原(かみまつばら)
- 下松原(しもまつばら)
- 下赤坂(しもあかさか)

## 参考資料
- 角川日本地名大辞典